# Reid Davenport

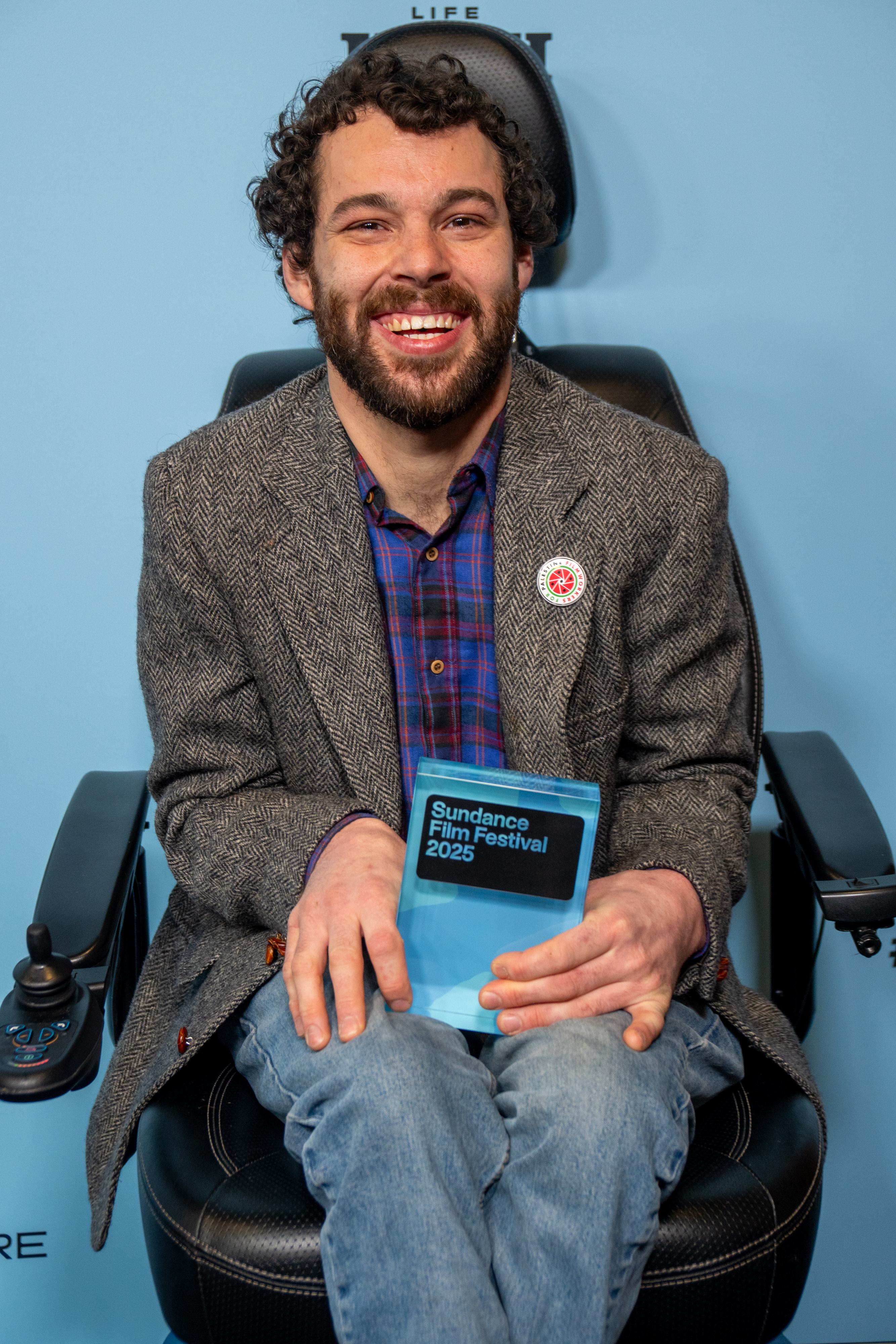
Reid Davenport beim Sundance Film Festival 2025

Reid Davenport ist ein Filmregisseur, Filmproduzent und Filmeditor.

## Karriere
Davenport begann seine Filmkarriere mit Kurzfilmen über Behinderung und das Leben im Rollstuhl. Nach eigenen Angaben leidet er unter Cerebralparese. Bis 2016 studierte er Dokumentarfilm an der Stanford University und schloss mit einem Master of Fine Arts ab. Besonderen Erfolg hatte er mit seinem Langfilmdebüt I Didn’t See You There, für das er 2022 beim Sundance Film Festival mit dem Preis für den besten amerikanischen Dokumentarfilm ausgezeichnet wurde. Dabei wurde er für die Leistung gelobt, körperliche Behinderungen aus einer anderen Perspektive zu zeigen. Der Film ist aus der Perspektive eines Rollstuhlfahrers gefilmt und zeigt die unverblümten Reaktionen seiner Mitmenschen. Im Film zieht er einen Vergleich zwischen der Freak Show von P. T. Barnum und der heutigen Ignoranz gegenüber Behinderten. Der Film wurde ausschließlich in barrierefreien Kinos gezeigt und er erstellte einen Audiokommentar für den gesamten Film.
Er arbeitete jahrelang an seinem Film Life After, der schließlich auf dem Sundance Film Festival 2025 Premiere feierte und den Spezialpreis der Jury gewann. Im Film recherchiert Davenport über Sterbehilfe für behinderte Menschen wie die US-Amerikanerin Elizabeth Bouvia, die in den 1980ern gerichtlich für Sterbehilfe eintrat. Gegen Ende füllt Davenport ein kanadisches Formular aus, das ihm Sterbehilfe gestatten würde. Dabei fühlte er sich an vergangene Arztgespräche erinnert, bei denen in ähnlicher Form seine Krankheit evaluiert wurde.

## Filmografie (Auswahl)
- 2013: WCF DC Shorts (Kurzfilm, Regie, Produktion)
- 2013: Wheelchair Diaries: One Step Up (Kurzfilm, Regie, Produktion, Buch, Schnitt)
- 2015: A Cerebral Game (Kurzfilm, Regie, Produktion, Schnitt)
- 2016: Ramped up (Kurzfilm, Regie, Produktion, Schnitt)
- 2016: The Swan (Kurzfilm, Ton)
- 2022: I Didn’t See You There (Regie, Kamera)
- 2022: Your Friend, Memphis (Produktion)
- 2025: Life After (Regie)

## Auszeichnungen (Auswahl)
- 2022: Sundance Film Festival in der Kategorie Bester US-amerikanischer Dokumentarfilm für I Didn’t See You There und Nominierung für den Jurypreis
- 2022: San Francisco International Film Festival in der Kategorie Bester Dokumentarfilm für I Didn’t See You There
- 2022: Gotham-Award-Nominierung in der Kategorie Bester Dokumentarfilm für I Didn’t See You There
- 2023: Truer Than Fiction Award der Independent Spirit Awards für I Didn’t See You There
- 2025: Spezialpreis der Jury beim Sundance Film Festival für Life After und Nominierung für den Jurypreis
- 2025: Jurypreis des Salem Film Fest für Life After
- 2025: DOK.fest München in der Kategorie All Inclusive für Life After